# Ftaloblått

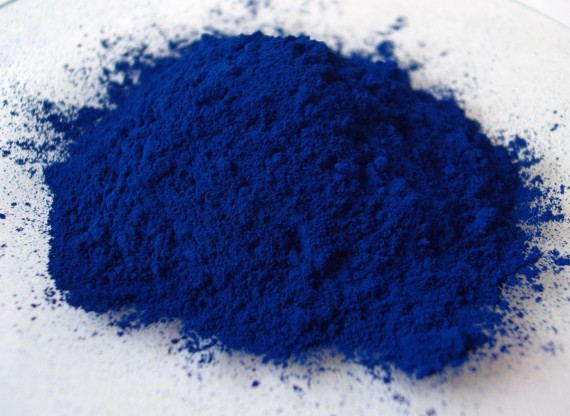
Ftaloblått, Pigment Blue 15.

Kemisk strukturformel

Ftaloblått, eller monastralblått, är ett färgpigment som är blått med en dragning åt rött eller grönt beroende på kristallform.
I det internationella Colour Index har grundformen beteckningen Pigment Blue 15 (C.I. 74160).
Två vanliga former är PB15:1 och PB15:3, där det förra innebär att pigmentet föreligger i α-kristallform och har en rödblå nyans, medan det som PB15:3 är i β-form och istället har en grönblå nyans. Om dessa former genomgått behandling för att förhindra flockulering får de beteckningarna PB15:2 respektive PB15:4. PB15:2, är ett av de pigment som normalt ingår i färgtillverkarnas brytsystem för målarfärg.
Det kemiska namnet är kopparftalocyanin. Det är alltså ett derivat av ftalocyanin. Det upptäcktes av en slump 1927 av två schweiziska forskare.
Genom klorering av ftaloblått får man det närbesläktade pigmentet ftalogrönt, polyklorkopparftalocyanin.
Bland HTML-färgerna för bildskärmar finns en som benämns Phthalo Blue, koordinaterna för den visas i boxen till höger.